# روبرت كيمل سميث
روبرت كيمل سميث (بالإنجليزية: Robert Kimmel Smith)‏ (31 يوليو 1930)؛ كاتب، كاتب للأطفال وروائي أمريكي.

## روابط خارجية
- روبرت كيمل سميث على موقع IMDb (الإنجليزية)